# 木村凌也
木村 凌也（きむら りょうや、 2003年6月10日 - ）は、神奈川県横須賀市出身のプロサッカー選手。Jリーグ・横浜F・マリノス所属。ポジションはゴールキーパー。

## 来歴

### クラブ
小学生時代から横浜F・マリノスの下部組織に所属。ユースの同期には山根陸、西田勇祐らがおり、3年次には2種登録選手としてトップチームに登録された（公式戦の出場はなし）。クラブからトップチームへの昇格の打診もあったが、当面はローン移籍となる見込みであったことから、試合出場機会を重視し、日本大学スポーツ科学部へ進学。1年次から正GKの座を掴むと、関東大学2部リーグの新人王に選出され、18年ぶりの1部リーグ昇格に貢献した。
2024年11月25日、日大サッカー部を退部して2025年より横浜F・マリノスへの加入を発表した。

### 代表
2022年、モーリス・レヴェロ・トーナメントに臨むU-19代表に選出され、グループステージの3試合に出場。ノックアウトステージに進出できなかったチームから唯一、大会ベストイレヴンに選出された。
2023年3月、U-20アジアカップに出場。正GKとしてゴールマウスを守ったが、自身を含む主力数名を温存した準決勝のイラクに敗れ、3位となった。
5月、FIFA U-20ワールドカップに臨むU-20代表のメンバーに選出された。

## 所属クラブ
- 横浜F・マリノスプライマリー追浜（横須賀市立武山小学校）
- 2016年 - 2018年 横浜F・マリノスジュニアユース追浜（横須賀市立武山中学校）
- 2019年 - 2021年 横浜F・マリノスユース（横浜高等学校）
  - 2021年5月 - 同年12月 横浜F・マリノス（2種登録選手）
- 2022年 - 2024年 日本大学
- 2025年 -  横浜F・マリノス

## 個人成績
| 国内大会個人成績 | 国内大会個人成績 | 国内大会個人成績 | 国内大会個人成績 | 国内大会個人成績 | 国内大会個人成績 | 国内大会個人成績 | 国内大会個人成績 | 国内大会個人成績 | 国内大会個人成績 | 国内大会個人成績 | 国内大会個人成績 |
| 年度             | クラブ           | 背番号           | リーグ           | リーグ戦         | リーグ戦         | リーグ杯         | リーグ杯         | オープン杯       | オープン杯       | 期間通算         | 期間通算         |
| 年度             | クラブ           | 背番号           | リーグ           | 出場             | 得点             | 出場             | 得点             | 出場             | 得点             | 出場             | 得点             |
| 日本             | 日本             | 日本             | 日本             | リーグ戦         | リーグ戦         | リーグ杯         | リーグ杯         | 天皇杯           | 天皇杯           | 期間通算         | 期間通算         |
| ---------------- | ---------------- | ---------------- | ---------------- | ---------------- | ---------------- | ---------------- | ---------------- | ---------------- | ---------------- | ---------------- | ---------------- |
| 2025             | 横浜FM           | 31               | J1               |                  |                  |                  |                  |                  |                  |                  |                  |
| 通算             | 日本             | 日本             | J1               |                  |                  |                  |                  |                  |                  |                  |                  |
| 総通算           |                  |                  |                  |                  |                  |                  |                  |                  |                  |                  |                  |

- 2021年5月 - 12月は2種登録選手としての公式戦出場はなし

## タイトル

### 個人
- 第96回関東大学サッカーリーグ戦 新人賞（2022）[要出典]
- モーリス・レヴェロ・トーナメント ベストイレヴン（2022）[6]